# Microstylum galactodes
Microstylum galactodes är en tvåvingeart som beskrevs av Friedrich Hermann Loew 1866. Microstylum galactodes ingår i släktet Microstylum och familjen rovflugor. Inga underarter finns listade i Catalogue of Life.